# Catasticta colla
Catasticta colla is een vlinder uit de onderfamilie Pierinae van de familie van de witjes (Pieridae).
De wetenschappelijke naam van de soort werd in 1847 gepubliceerd door Edward Doubleday.